# Xã Allen, Quận Hancock, Ohio
Xã Allen (tiếng Anh: Allen Township) là một xã thuộc quận Hancock, tiểu bang Ohio, Hoa Kỳ. Năm 2010, dân số của xã này là 2.533 người.